# (1010) Марлен
(1010) Марле́н (нем. Marlene) — астероид главного пояса, который был открыт 12 ноября 1923 года немецким астрономом Карлом Райнмутом в обсерватории Хайдельберг-Кёнигштуль. По предложению немецкого астронома Густава Штраке был назван в честь легендарной немецкой актрисы и певицы Марлен Дитрих (1901—1992). Тиссеранов параметр относительно Юпитера — 3,264. Фотометрические измерения астероида в 2005 году обнаружили колебания яркости с периодом 31,06(2) часа и амплитудой 0,32(2) звёздной величины, вызванные его вращением.